# Chiriqui-slankbeer
De Chiriqui-slankbeer (Bassaricyon pauli) is een niet langer erkende zoogdiersoort. Het bleek niet te verschillen van Gabbi's slankbeer (Bassaricyon gabbii) en wordt nu als een synoniem voor die soort gerekend.

## Kenmerken
Wat betreft uiterlijk en leefwijze lijkt de Chiriqui-slankbeer op de verwante olingo.

## Verspreiding
Deze slankbeer heeft slechts een klein verspreidingsgebied: de regenwouden tussen de Rio Viejo en de Rio Colorado in de regio Chiriqui van Panama. 